# رضا خندان (بازیگر)
رضا خندان، (زاده ۱۳۳۲، شوشتر – درگذشته ۱۰ مهر ۱۳۸۹، تهران) بازیگر سینما و تلویزیون ایرانی بود.

## زندگی‌نامه
وی فارغ‌التحصیل هنرهای نمایشی از دانشکده هنرهای دراماتیک دانشگاه تهران بود و فعالیت هنری را از سال ۱۳۴۸ در تئاتر فرهنگ و هنر اهواز آغاز کرد و سال ۱۳۶۶ به‌عنوان نخستین تجربه سینمایی‌اش در فیلم گمشدگان به کارگردانی محمدعلی سجادی به ایفای نقش پرداخت. این بازیگر در فیلم‌های دندان مار، رأی باز، رؤیای جوانی، شور عشق و دو زن ایفای نقش کرده‌است.
آخرین حضور رضا خندان در تلویزیون در مجموعهٔ تلویزیونی مختارنامه و در نقش سنان بن انس بود.
وی شامگاه ۱۰ مهرماه ۱۳۸۹ بر اثر بیماری کلیوی در سن ۵۷ سالگی درگذشت و در قطعه هنرمندان بهشت‌آباد اهواز به خاک سپرده شد.

## کارنامهٔ هنری

### سینما

#### بازیگر
1. عروس کوهستان (۱۳۸۴)
2. رأی باز (۱۳۸۱)
3. رؤیای جوانی (۱۳۸۱)
4. شور عشق (۱۳۷۹)
5. دو زن (۱۳۷۷)
6. سفر به چزابه (۱۳۷۴)
7. پاییز بلند (۱۳۷۲)
8. عبور از تله (۱۳۷۲)
9. ایلیا، نقاش جوان (۱۳۷۰)
10. مجنون (۱۳۶۹)
11. دندان مار (۱۳۶۸)
12. خانه در انتظار (۱۳۶۶)
13. گمشدگان (۱۳۶۶)

#### ساخت دکور
- کنعان (۱۳۸۶)

### تلویزیون
| سال       | نام                      | سمت          | کارگردان              | توضیحات |
| --------- | ------------------------ | ------------ | --------------------- | --- |
| ۱۳۸۹–۱۳۹۰ | مختارنامه                | بازیگر       | داوود میرباقری        | در نقش «سنان بن انس نخعی» ساخت آن از سال ۱۳۸۳ آغاز شده بود.                                                                |
| ۱۳۸۹      | تله‌فیلم «حق‌السکوت»       | بازیگر       | سعید سلطانی           | شبکه تهران |
| ۱۳۸۷      | تله‌فیلم «دماغ»           | بازیگر       | فرزاد مؤتمن           | |
| ۱۳۸۷–۱۳۸۶ | کارآگاهان                | بازیگر       | حمید لبخنده           | شبکه ۳ |
| ۱۳۸۷–۱۳۸۶ | پاتوق                    | بازیگر مهمان | شاهین باباپور         | شبکه ۱ |
| ۱۳۸۶–۱۳۸۵ | سال‌های برف و بنفشه       | بازیگر       | سعید سلطانی           | شبکه ۳ |
| ۱۳۸۴–۱۳۸۳ | لبه تاریکی               | بازیگر       | سعید سلطانی           | در نقش «ناصر» |
| ۱۳۸۱      | توپ گرد                  | بازیگر       | بهروز بقایی           | از برنامه کودک و نوجوان شبکه ۱ پخش می‌شد.                                                                                   |
| ۱۳۸۰      | غزل غزل‌ها                | بازیگر       | هوشنگ توکلی           | شبکه ۱ |
| ۱۳۸۰      | رستوران خانوادگی         | بازیگر       | حسین سهیلی‌زاده        | شبکه تهران |
| ۱۳۷۹–۱۳۸۰ | دوستانه                  | بازیگر       | محمد رحمانیان         | بازی در اپیزود «الفبای ۲۰۰۰ ساله» از برنامه کودک و نوجوان شبکه ۲ پخش می‌شد.                                                 |
| ۱۳۷۹–۱۳۸۰ | چراغ جادو                | بازیگر مهمان | همایون اسعدیان        | شبکه ۱ |
| ۱۳۷۹      | ماجراهای خانه قدیمی      | بازیگر       | اسماعیل میهن‌دوست      | شبکه ۱ |
| ۱۳۷۹      | نوروزی‌ها                 | بازیگر       | بهروز بقایی           | |
| ۱۳۷۹      | استنطاق                  | بازیگر       | فرهاد مهندس‌پور        | شبکه ۴ |
| ۱۳۷۸      | تنگنا                    | بازیگر       | نادر مقدس             | |
| ۱۳۷۷      | نرگس                     | بازیگر       | شاپور قریب            | این سریال در برنامه «سیمای خانواده» پخش می‌شد و نباید آن را با سریالی دیگر به همین نام، به کارگردانی سیروس مقدم اشتباه کرد. |
| ۱۳۷۷      | داستان یک شهر            | بازیگر مهمان | اصغر فرهادی           | شبکه تهران |
| ۱۳۷۷      | گم‌شده                    | بازیگر       | مسعود نوابی           | شبکه ۱ |
| ۱۳۷۷      | پزشکان                   | بازیگر مهمان | مسعود کرامتی          | شبکه ۳ |
| ۱۳۷۷–۱۳۷۶ | پسران عاقل               | بازیگر مهمان | فریدون حسن‌پور         | برنامه کودک و نوجوان شبکه ۲                                                                                                |
| ۱۳۷۶      | گالری ۹                  | بازیگر       | غلامرضا رمضانی        | شبکه تهران |
| ۱۳۷۵      | چون سرو قد کشیدن         | بازیگر       | فریدون حسن‌پور         | گروه کودک و نوجوان شبکه ۲                                                                                                  |
| ۱۳۷۵–۱۳۷۶ | سیاه، سفید، خاکستری      | بازیگر       | سیامک شایقی           | شبکه ۲ |
| ۱۳۷۳      | بهاران در بهار           | بازیگر       | غلامرضا رمضانی        | ماه رمضان ۱۳۷۴ از شبکه ۲ پخش شد.                                                                                           |
| ۱۳۶۷–۱۳۷۳ | شاخه طوبی                | بازیگر       | مهدی علی‌احمدی         | شبکه ۱ |
| ۱۳۷۲      | جاده                     | بازیگر       | فریدون فرهودی         | شبکه ۲ |
| ۱۳۷۲      | خورشید بر خاک            | بازیگر       | حسین مختاری           | کارگردان تلویزیونی: «مسعود فروتن» / شبکه ۲                                                                                 |
| ۱۳۷۱      | سارا                     | بازیگر       | حسین مروی             | شبکه ۲ |
| ۱۳۷۰–۱۳۷۱ | زندگی                    | بازیگر       | حسین مروی             | شبکه ۲ |
| ۱۳۷۰      | امام علی                 | بازیگر       | داوود میرباقری        | در نقش عدی ابن حاتم |
| ۱۳۷۰      | این خانه دور است         | بازیگر       | بیژن بیرنگ مسعود رسام | شبکه ۲ |
| ۱۳۷۰      | نگهبان                   | بازیگر       | حسین مروی             | «نگهبان» در قالب یک فیلم دو قسمتی از شبکه ۲ پخش شد. این فیلم بخشی از مجموعه سیزده قسمتی زندگی بود.                         |
| ۱۳۷۰      | پنجره‌ای رو به آفتاب      | بازیگر       | حسین مروی             | شبکه ۲ |
| ۱۳۶۸      | حکایت‌نامه (لطائف المتون) | بازیگر       | حمید لبخنده           | شبکه ۲ کارگردان تلویزیونی: «قاسم شاکری»                                                                                    |
| ۱۳۶۸      | مسافرخانه                | بازیگر       | مسعود کرامتی          | در برنامه کودک و نوجوان شبکه ۲ پخش می‌شد.                                                                                   |
| ۱۳۶۶      | این شرح بی‌نهایت          | بازیگر       | اسماعیل خلج حمید حمزه | کارگردانان تلویزیونی: «بیژن صمصامی» و «شهریار بدیعی»                                                                       |
| ۱۳۶۶      | راویان اخبار             | بازیگر       | گروه کارگردانان       | بازی در اپیزود «مرد آخر»                                                                                                   |
| ۱۳۶۶      | تله‌فیلم «ترس»            | بازیگر       | منصور حاجیان          | گروه کودک و نوجوان شبکهٔ ۱                                                                                                  |
| ۱۳۶۴      | پیر وفا (تاریخ اسلام)    | بازیگر       | مجتبی یاسینی          | کارگردان تلویزیونی: «بیژن صمصامی»                                                                                          |
| ۱۳۶۴      | تله‌تئاتر «فلسطین در بند» | بازیگر       |                       | شبکه ۲ |